# Селкерк — Интерлейк
Се́лкерк — И́нтерлейк (англ. Selkirk—Interlake) — канадский федеральный избирательный округ в провинции Манитоба. Он включает в себя, главным образом, часть провинции, известную под названием Интерлейк — область, находящуюся между озёрами Манитоба и Виннипегосис на западе и озером Виннипег на востоке.
Население — 86 555 человек, в том числе 66 637 избирателей, площадь — 56 297 км². Соседние округа — Черчилл, Дофин — Суон-Ривер — Маркетт, Чарльзвуд — Сент-Джеймс — Ассинибойя, Центр Виннипега, Север Виннипега, Килдонан — Сент-Пол и Провенчер.
Действующим депутатом является консерватор Джеймс Безан.

## Результаты выборов
|       | Кандидат         | Партия       | Число голосов | % голосов |
| ----- | ---------------- | ------------ | ------------- | --------- |
|       | (б) Джеймс Безан | Консерваторы | 26 848        | 65,19 %   |
|       | Данкен Гейслер   | Либералы     | 1980          | 4,81 %    |
|       | Шон Полсон       | НДП          | 10 933        | 26,55 %   |
|       | Дон Уинстон      | Зелёные      | 1423          | 3,46 %    |
| Итого | Итого            | Итого        | 41 184        | 100 %     |

|       | Кандидат          | Партия       | Число голосов | % голосов |
| ----- | ----------------- | ------------ | ------------- | --------- |
|       | (б) Джеймс Безан  | Консерваторы | 23 312        | 60,64 %   |
|       | Кевин Уолш        | Либералы     | 3203          | 8,33 %    |
|       | Пат Корднер       | НДП          | 9506          | 24,73 %   |
|       | Гленда Уайтмен    | Зелёные      | 2126          | 5,53 %    |
|       | Джейн Макдайармид | Наследие     | 295           | 0,77 %    |
| Итого | Итого             | Итого        | 38 442        | 100 %     |

## История
Округ Селкерк — Интерлейк появился в 1976 из частей округов Портидж, Селкерк и Юг центра Виннипега. В 1987 его упразднили и разделили на округа Селкерк, Портидж — Интерлейк, Провенчер и Черчилл.
Округ Селкерк — Интерлейк снова был образован в 1996 из частей округов Селкерк — Ред-Ривер, Портидж — Интерлейк, Провенчер и Черчилл.
1979—1988
1. 1979—1984 — Терри Сарджент, НДП
2. 1984—1988 — Феликс Хольтман, ПК

1997 — …
1. 1997—2004 — Говард Хилстром, РП (1997—2000), КС (2000—2003) и КПК (2003—2004)
2. 2004—…… — Джеймс Безан, КПК

- КС = Канадский союз
- НДП = Новая демократическая партия
- ПК = Прогрессивно-консервативная партия
- КПК = Консервативная партия Канады
- РП = Реформистская партия Канады